# فرودگاه آبی ایر فالز
فرودگاه آبی ایر فالز (به انگلیسی: Ear Falls Water Aerodrome) یک فرودگاه همگانی است که یک باند فرود آب دارد. این فرودگاه در کشور کانادا قرار دارد و در ارتفاع ۳۵۷ متری از سطح دریا واقع شده است.